# Vacusus suspeclus
Vacusus suspeclus es una especie de coleóptero de la familia Anthicidae.

## Distribución geográfica
Habita en América del Norte.